# ゼイビア・ポール
ゼイビア・ブルックス・ポール・ジュニア（Xavier Brooks Paul, Jr. , 1985年2月25日 - ）は、アメリカ合衆国・ルイジアナ州スライデル出身のプロ野球選手（外野手）。右投左打。MLB・独立リーグサザンメリーランド・ブルークラブス。所属

## 経歴

### アマチュア時代
2003年パンアメリカン競技大会に野球アメリカ代表で出場している。

### ドジャース時代
2003年のMLBドラフトでロサンゼルス・ドジャースに4巡目指名され入団。
2004年は、アドバンスルーキーリーグのオグデン・ラプターズでプレーした。
2005年は、A+級ベロビーチ・ドジャースでプレーした。
2006年も、前年同様にA+級ベロビーチでプレーした。
2007年は、AA級ジャクソンビル・サンズでプレーした。
2008年は、AAA級ラスベガス・フィフティワンズでプレーした。オフに、40人枠に登録された。
2009年は、開幕をAAA級アルバカーキ・アイソトープスで迎えた。5月7日に禁止薬物使用で出場停止処分を受けたマニー・ラミレスに替わってメジャーに昇格した。同日の、ワシントン・ナショナルズ戦で代打で出場しメジャーデビューを果たした。10日のサンフランシスコ・ジャイアンツ戦でメジャー初安打を記録した。15日のフロリダ・マーリンズ(現マイアミ・マーリンズ)戦でメジャー初本塁打を記録した。
2011年4月18日にDFAとなった。

### パイレーツ時代
2011年4月26日にウェイバー公示を経てピッツバーグ・パイレーツへ移籍した。移籍後は、121試合に出場した。11月18日にDFAとなった。28日には、自由契約となった。

### ナショナルズ傘下時代
2011年12月20日にワシントン・ナショナルズとマイナー契約を結んだ。スプリングトレーニングには、招待選手として参加した。
2012年7月に自由契約となった。

### レッズ時代
2012年7月7日にシンシナティ・レッズとマイナー契約を結び、AAA級ルイビル・バッツに異動した。7月18日にメジャー契約を結んだ。
2013年12月2日にFAとなった。

### レッズ退団後
2013年12月20日、ボルチモア・オリオールズとマイナー契約を結んだ。
2014年はAAA級ノーフォーク・タイズでプレーしたが、8月3日に自由契約となった。7日にアリゾナ・ダイヤモンドバックスとマイナー契約を結び、8日にメジャー昇格したが、29日に自由契約となった。11月13日にフィラデルフィア・フィリーズとマイナー契約を結んだ。
2016年5月6日にメキシカンリーグのシウダーデルカルメン・ドルフィンズと契約。6月8日に自由契約となった。
2017年7月16日にテキサス・レンジャーズとマイナー契約を結び、ルーキー級のアリゾナリーグ・レンジャースに配属された。
2018年2月14日に独立リーグサザンメリーランド・ブルークラブスと契約した。

## 詳細情報

### 背番号
- 3 (2009年、2011年、2016年)
- 30 (2010年)
- 38 (2011年)
- 26 (2012 - 2013年)
- 14 (2014年)